# Українська типографія

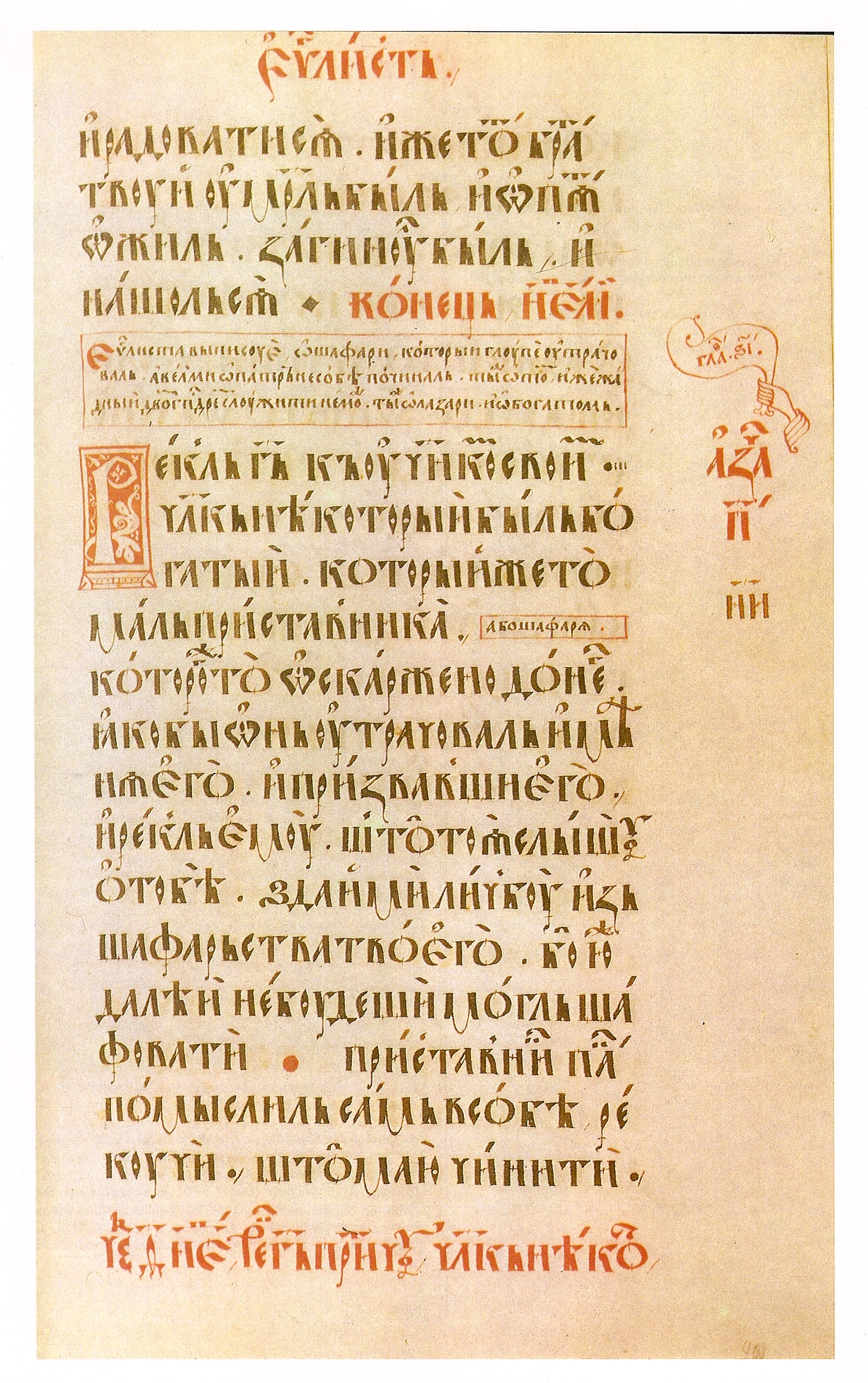
Пересопницьке Євангеліє, сторінка з ініціалами, середина XVI століття.

Українська типографія — мистецтво оздоблення текстів, яке охоплює як українських митців у сфері оздоблення українського тексту а також тексту іншими мовами, так і митців із інших країн які оздоблюють тексти українськими літерам. Є поєднанням української каліграфії й образотворчого мистецтва та використовується для оформлення рукописів, у сферах документообігу, комп'ютерній графіці та верстанні вебсторінок, друкарстві, типографіці, поліграфії та видавничій справі.

## Українські шрифти
Однією з основних мистецьких форм української типографії є шрифт, а українських митців які створюють шрифти називають шрифтовими дизайнерами, шрифтарями, шрифторобми і зрідка типографами.

### Історичні українські шрифти

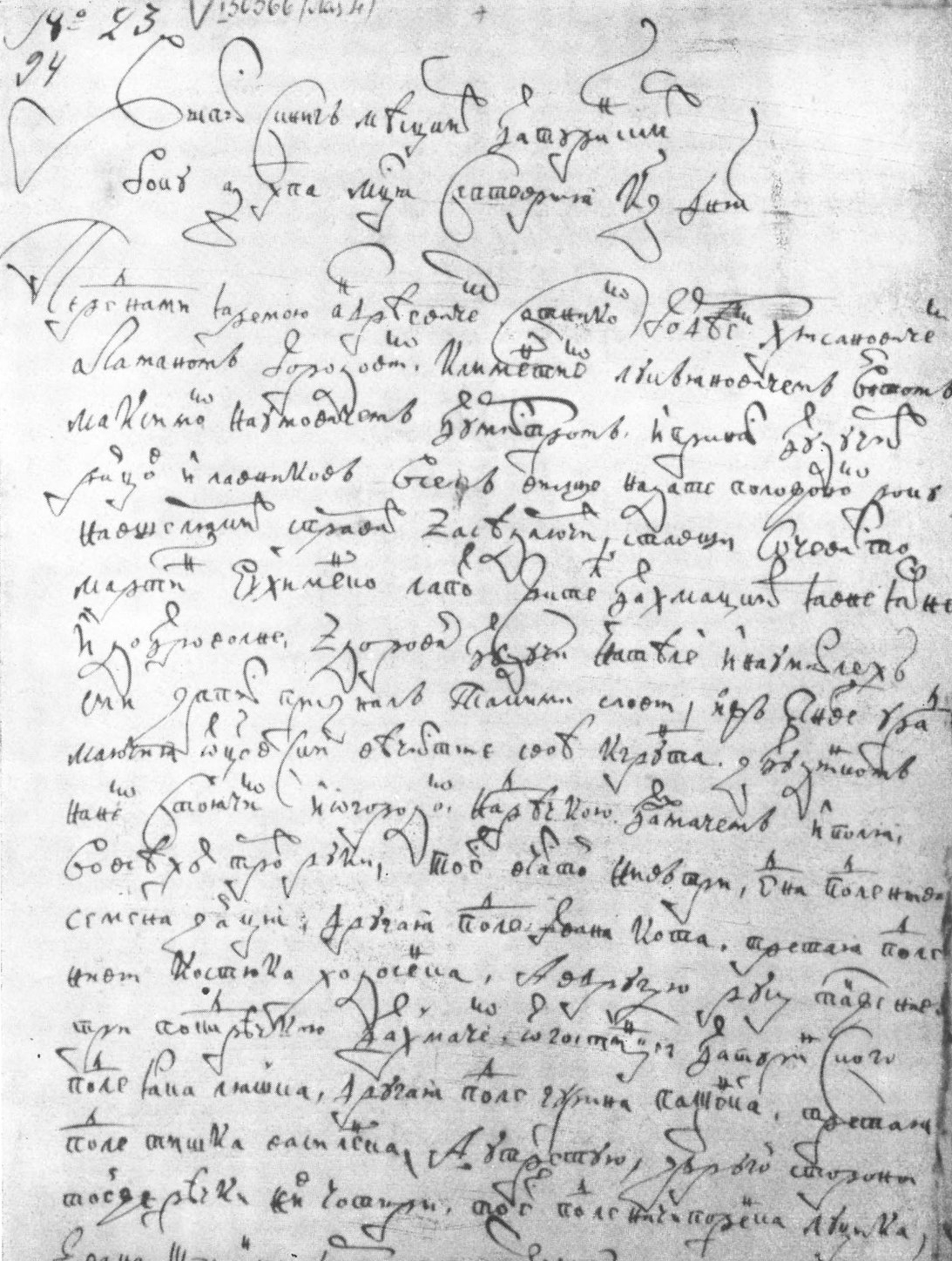
Український скоропис: Витяг із Батуринських міських книг 27 вересня 1681 року.

Одним з найбільш впізнаваних українських історичних шрифтів є каліграфічний український скоропис.

### Шрифти створені українськими митцями
Українські митці створюють шрифти як українською, так і іншіми мовами.
Часто нові шрифти створені українськими митцями мають геометричні форми, які запозичені з історичних українських шрифтів.
- Bandera Pro
- IT Extrazium
- Digital Stitch 2D
- GNIT TYPE
- Marenkov
- Mavka
- Misto font
- Palitura
- Repyakh
- Soroka
- Skoropys-XVII (Skoropys17)
- Ukrainian Barokko 2D
- UkrSans
- Veles
- Yurch1
- Yakutovych
- Zahar
- Zluka
- Mars Type

### Шрифти з українськими літерами створені іноземцями
У більшості сучасних шрифтів, які створюються на основі Unicode, присутні українські літери.

### Шрифтова айдентика України
Шрифтова айдентика України це візуальна ідентифікація України.
- UA Map (адміністративний устрій України)
- NAMU Tryzub (усі історичні варіанти Герба України)
- Volya (сучасний Герб України у кількох варіантах)

#### Офіційні українські шрифти
Офіційні українські шрифти це шрифти створені та затверджені для публічного або не публічного використання у сферах державних комунікацій та документообігу.
- Arsenal
- e-Ukraine
- Ermilov (Ukraine NOW)
- Inclusion UKR
- Hajdamaka
- Oksana UA (Ukraine: It's all about U)
- Proba Pro
- Rukotvory (Децентралізація)

##### ШрифтиЗСУ
- Volja
- UA Army Labels
- UAF Sans
- UAF Memory

##### Шрифти автомобільних доріг України
- Road UA

##### ШрифтиМОНУ
- Innerspace

##### ШрифтиНАМУ
- NAMU

#### Шрифтова айдентика регіонів України
Географічні місця на території України, зокрема населені пункти та адміністративні одиниці, створюють власну шрифтову айдентику як офіційну, так і не офіційну.

#### Кримськотатарськішрифти
- Mustafa

#### Шрифти українських брендів
- Fixel (MacPaw)
- Kyivstar (Київстар)
- Rukotvory (Рукотвори)
- Univermag (ЦУМ)

## Проєкти

### Графіка української мови
- Rutenia